# Бужај
Бужај (фр. Boujailles) насеље је и општина у источној Француској у региону Франш-Конте, у департману Ду која припада префектури Понтарлије.
По подацима из 2011. године у општини је живело 412 становника, а густина насељености је износила 14,6 становника/km². Општина се простире на површини од 28,22 km². Налази се на средњој надморској висини од 819 метара (максималној 901 m, а минималној 780 m).

## Демографија
| 1962. | 1968. | 1975. | 1982. | 1990. | 1999. | 2011. |
| ----- | ----- | ----- | ----- | ----- | ----- | ----- |
| 389   | 431   | 368   | 413   | 354   | 371   | 412   |

График промене броја становника у току последњих година